# チエンセーン郡
チエンセーン郡（チエンセーンぐん）は、タイ北部のチエンラーイ県にある郡（アムプー）の一つ。現在は国境のメコン川を船で渡るとラオスのボーケーオ県トンプーン郡に入国出来る。メコン川上流は、船舶航行協定によって、プーアル茶で有名な中国の普洱市（プーアル市, 旧「思茅市」）からラオスのルアンパバーンまで、全長886キロメートル区間で自由貿易が出来る。チエンセーン港から中国の景洪まで船が運航されている。

## 名称
ラーンナー王朝初代王、マンラーイの出身地として知られ、ヒランナコーングンヤーン (หิรัญนครเงินยาง) と呼ばれていたが、マンラーイは遷都。後に三代目の王セーンプーによって1329年、再建されチエンセーンつまり、「セーンプーの街」と名を変えた。

## 歴史

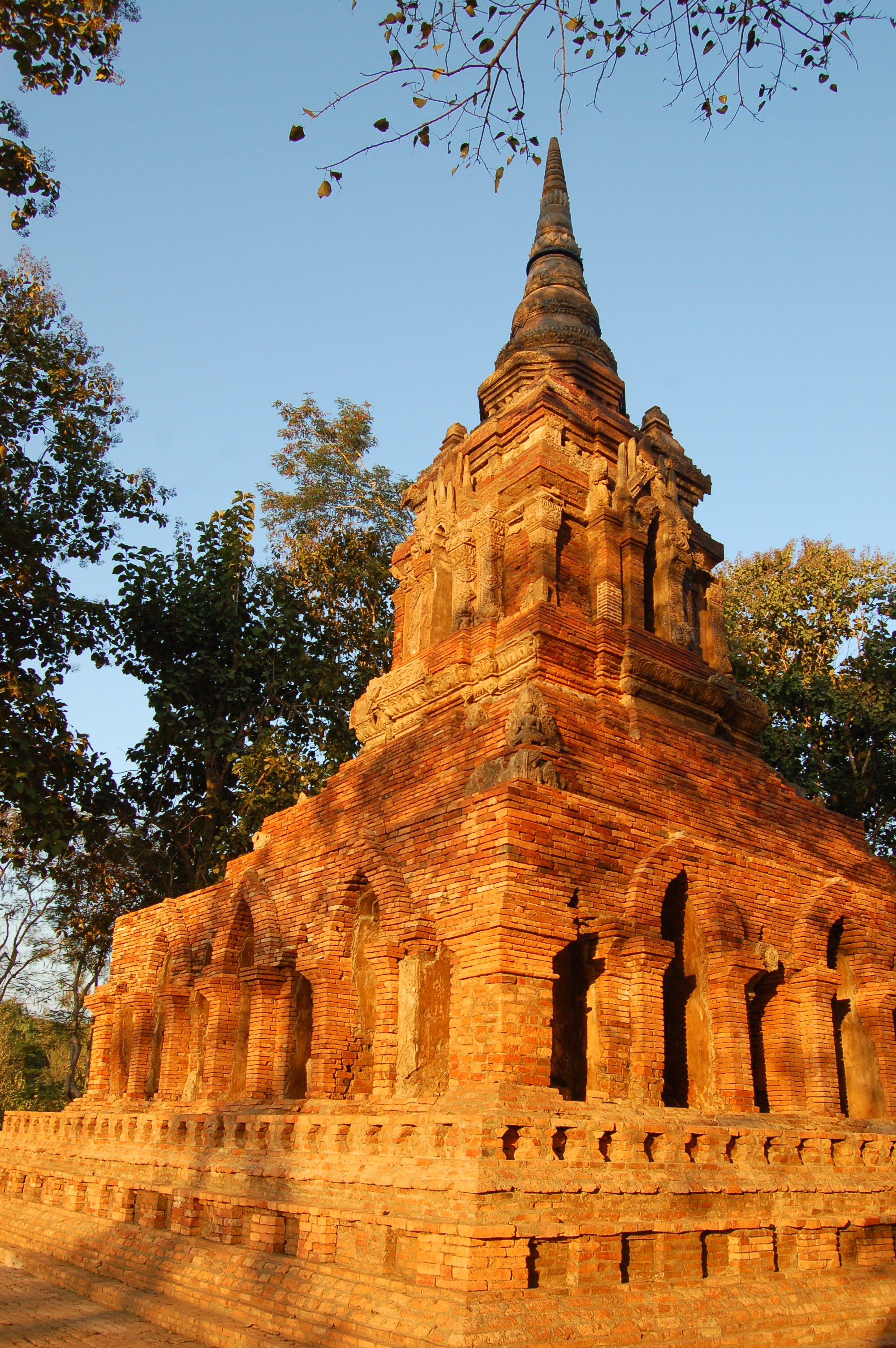
ワット・パーサック

チエンセーンの歴史はかなり古く、確実なのはグンヤーン王国（泰: หิรัญนครเงินยางเชียงราว、英: Hiran Ngoenyang Chiangsaen）の存在である。
チエンセーンは、君主マンラーイのふるさとであったが、マンラーイは元の侵攻を避けるため、チエンラーイに遷都した。その後しばらく放置されていたが、最終的に第三代の王、セーンプーによって西暦に換算して1329年3月3日金曜日にチエンセーンとして再建された。このチエンセーンの目的は北方のコック川支流のタイ族のムアンを軍事的に監督する為であった。
1336年に王位についたパーユーはチン・ホー族（雲南省に住むムスリムの集団）に対する朝貢を取りやめたが、1405年にこれに怒りを覚えたチン・ホー族によって軍事都市チエンセーンは包囲される。このときチエンセーンにいた王、サームファンケーンは援軍を呼び集め、チン・ホー族をシップソーンパンナーまで追い返した。これにより、チエンセーンはタイ北部における要所としての地位を確立した。
時代は下り1870年、ビルマのケントゥンから大量に人がなれ込み独立を主張したため。1874年までに、ラーンナー王のインタウィチャヤーノンの命令でチエンラーイに移住するよう勧告をだしたが、移民がこれを無視しづけたため、軍隊を派遣し、住民を蹴散らした。この為、一時、チエンセーンは廃墟と化した。
その後、ラーンナーのチェットトン王家の血を引くラムパーンの国主、ブンマームアンの息子インタがチエンセーンの国主として派遣され、1880年に1500世帯のタイ族が移住させられ、現在のチエンセーンの原型ができあがった。
1940年頃、メコンを挟んで対峙していた英領ビルマと仏領インドシナによってアヘンの生産の調整が行われるがその一方でチエンセーンはアヘンの貿易ルートとなり、特に第二次世界大戦後、チエンセーンを含む一帯は黄金の三角地帯と呼ばれるほど、世界のアヘン生産・取引の代表的地域と見なされるようになった。ただし、1980年代以降、取り締まりを強化したり代替作物の奨励などにより、アヘンの生産は減っている。また、遺跡があることや自然が豊富であることから、観光地として開発がされた。
行政区分としての郡としての歴史は20世紀に始まり、中心地域を被うチエンセーン分郡と呼ばれる地域とともに、郡とされた。その後、このチエンセーン分郡は廃止されるが、2年後チエンセーンルワン分郡 (กิ่งอำเภอเชียงแสนหลวง) の名の元、再建される.。1939年、この分郡の本家であるチエンセーン郡がメーチャン郡と名を変え、分郡はチエンセーンと名を変えた。 1957年4月6日、分郡から郡へと昇格した。

## 地理

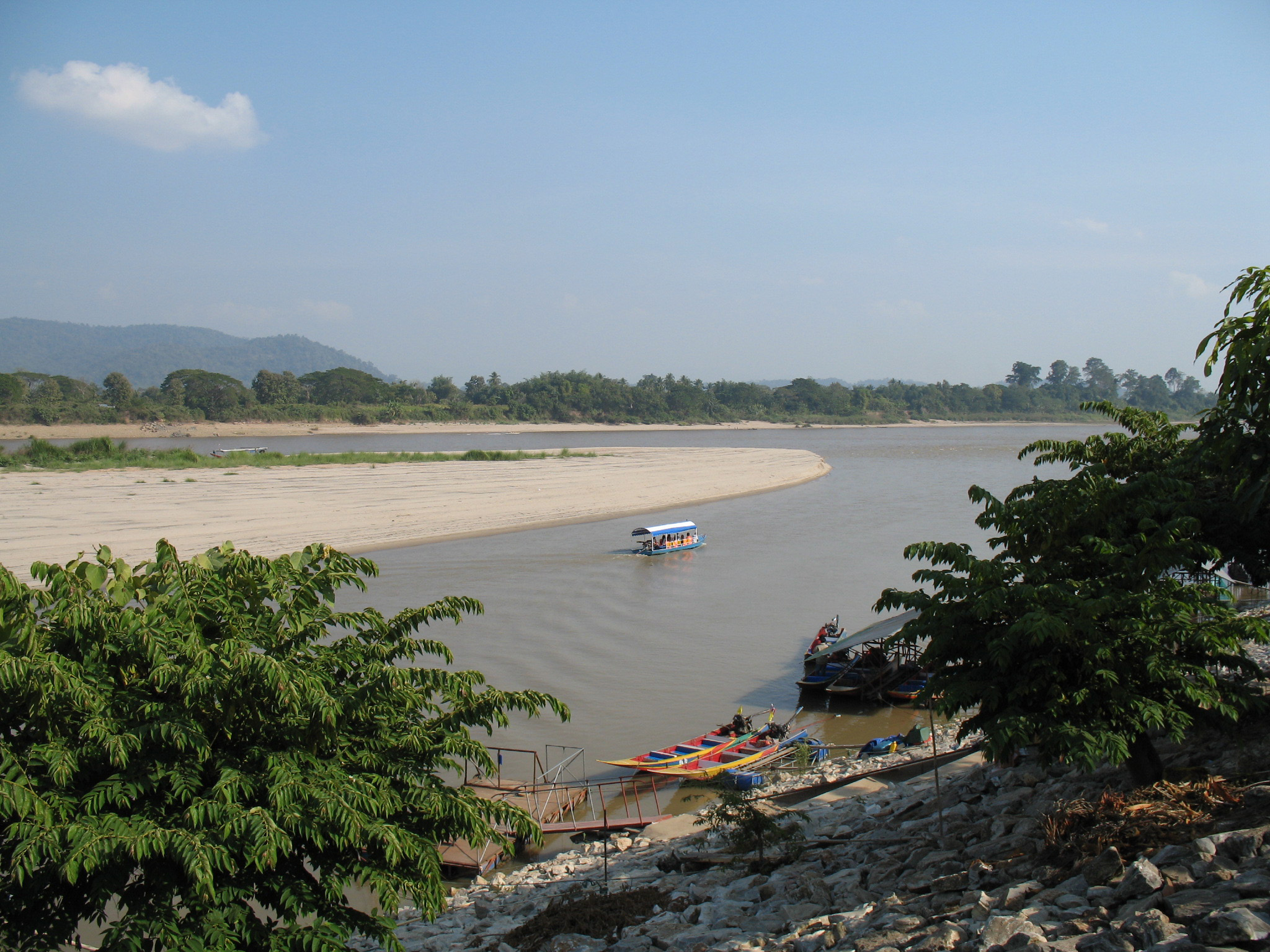
チエンセーンから見た黄金の三角地帯、向こう岸の森林はラオスで、中州のように見えるのはミャンマーである。

タイとラオス、ミャンマーが接する地点にあり、サーイ川を挟んで北にミャンマー、メコンを挟んで東にラオスと国境を接するいわゆる黄金の三角地帯である。またチエンラーイの水源であるコック川とメコンが合流する地点でもある。
また郡の形は∞の様になっており、東部は山岳地帯となっている。西部には街の中心部があり、街の南には、チエンセーン・ラグーンと呼ばれる干潟が広がる。

## 経済
昔は、阿片が公然と取り引きされる悪の巣窟のように言われていたが、現在では、阿片の取引はほとんどなくなった。現在では、「悪の巣窟」の悪名を逆手に利用し、昔から残る遺跡と自然に満ちた環境を整備して、観光開発がされ、リゾート地になっている。
2011年10月5日、メコン川タイ流域で中国輸送船2隻が拿捕され中国人船員13人が殺害される事件が発生。黄金の三角地帯との関連が噂されたが、麻薬密輸組織の情報を得たタイ軍による拿捕によって船内から大量の麻薬が見つかった。以来、船舶の運航が制限されていたが、12月10日、中国・ラオス・ミャンマー・タイの四カ国による犯罪取り締まり合同巡視の連合指揮本部を中国雲南省シーサンパンナ・タイ族自治州勐臘県の関累港に設置し、巡視艇による商船10隻の護衛を開始したことに伴い船舶の運航が全面的に再開された。

## 行政区分
郡内には6のタムボンがあり、その下位に82の村（ムーバーン）がある。テーサバーン（自治体）が設置されており以下のようになっている。
- テーサバーンタムボン・ウィエンチエンセーン・・・タムボン・ウィエンの一部

また、郡内には6つのタムボン行政体（オンカーンボーリハーンスワンタムボン）がある。
- タムボン・ウィエン・・・ตำบลเวียง
- タムボン・パーサック・・・ตำบลป่าสัก
- タムボン・バーンセーオ・・・ตำบลบ้านแซว
- タムボン・シードーンムーン・・・ตำบลศรีดอนมูล
- タムボン・メーグン・・・ตำบลแม่เงิน
- タムボン・ヨーノック・・・ตำบลโยนก